# Антрим (Њу Хемпшир)
Антрим (енгл. Antrim) насељено је место без административног статуса у америчкој савезној држави Њу Хемпшир.

## Демографија
По попису из 2010. године број становника је 1.397, што је 8 (0,6%) становника више него 2000. године.
| Група             | 2000.         | 2010.         |
| Белци             | 1.352 (97,3%) | 1.339 (95,8%) |
| Афроамериканци    | 4 (0,3%)      | 4 (0,3%)      |
| Азијати           | 3 (0,2%)      | 9 (0,6%)      |
| Хиспаноамериканци | 6 (0,4%)      | 19 (1,4%)     |
| Укупно            | 1.389         | 1.397         |